# Jakob Petrén (musiker)
Per Jakob Johannes Petrén, född 12 juli 1977 i Helga Trefaldighets församling, Uppsala län, är en svensk musiker och kompositör. 

## Biografi
Petrén har studerat vid musikerutbildningen för klassiskt piano vid musikhögskolan i Göteborg med professor Hans Pålsson som huvudlärare. 
Åren 2002-2004 arbetade han med projektet Psalmer för Livet, 71 nyskrivna psalmer (en för varje firningsdag på kyrkoåret), där han arrangerade och producerade inspelningarna av samtliga psalmer. Petrén står som upphovsman till 21 av psalmerna. Bland övriga kompositörer och medverkande fanns bland andra Hans Nyberg, Lars Åberg, Per Harling, Jenny Berggren, Jerker Leijon, Eva Bartholdsson och Greger Siljebo. Samtliga texter är skrivna av prästen Lars Westberg. 
I psalmbokstillägget Psalmer i 2000-talet är han representerad med psalm 809 "Allt är Herrens" och psalm 888 "Att be är att vara hos Gud", båda till text av Lars Westberg. 
Petrén är pianist i "Aurum trio" med Greger Siljebo (fiol) och Eva Bartholdsson (sång). År 2006 gav de ut skivan "Augustimöte", som 2007 tilldelades Lille Bror Söderlundhs stipendium, tillsammans med Raymond Björling och Pär Sörman. 
Åren 2006-2009 arbetade han som musikalisk ledare för Ace of Base, och spelade keyboard, gitarr och körade på deras världsturné under samma period.
År 2007 skrev han (tillsammans med Nathan DiGesare och Donna Summer) låten "Slide Over Backwards", som blev spår nr 9 på Summers album Crayons , som släpptes 2008. Skivan debuterade på plats nr 17 på Billboard 200 och plats nr 5 på Billboard R&B, vilket är Summers hittills högsta debutrankning för ett album.
Under hösten/våren 2009/2010 medverkade Petrén som pianist i operan Rigoletto vid Värmlandsoperan i Karlstad. Under 2010/2011 gjorde Petrén rollen som sig själv om 40 år i produktionen "Evigt Ung" av Erik Gedeon. Föreställningen hade Sverigepremiär den 3 juni vid Värmlandsoperan. 

### Familj
Jakob Petrén är sedan 2004 gift med sångerskan i gruppen Ace of Base Jenny Berggren och de har två barn tillsammans. Han är son till kyrkoherde Per Petrén och Ninni Petrén samt sonson till Erik Petrén.

## Diskografi
- 2003 Psalmer för Livet 1 - Påsk- & Pingsttiden (Tonika Produktion)
- 2003 Psalmer för Livet 2 - Trefaldighetstiden 1 (Tonika Produktion)
- 2003 Psalmer för Livet 4 - Advents- och Jultiden (Tonika Produktion)
- 2004 Som en eld och som ett väder (Alwa Musik (med Eva Bartholdsson, Greger Siljebo, Lars Karlsson, Torbjörn Johansson & Kjell Leidhammar))
- 2004 Psalmer för Livet 3 - Trefaldighetstiden II (Tonika Produktion)
- 2005 Psalmer för Livet 5 - Fastan (Tonika Produktion)
- 2006 Augustimöte (Marox Studios (med Greger Siljebo & Eva Bartholdsson))
- 2007 En utsträckt hand (LP Väst ("Herrens Sanning" med Jenny Berggren och Jonas Berggren))
- 2008 Crayons (Burgundy Records, Sony BMG (Spår nr 9 "Slide Over Backwards" med Nathan DiGesare och Donna Summer))

## Teater

### Roller
| År   | Roll        | Produktion            | Regi        | Teater         |
| 2010 | Herr Petrén | Evigt ung Erik Gedeon | Erik Gedeon | Wermland Opera |
| 2012 | Herr Petrén | Evigt ung Erik Gedeon | Erik Gedeon | Wermland Opera |